# 當麻寺站
當麻寺站（日语：／ Taimadera eki */?）位於日本奈良縣葛城市當麻，為近畿日本鐵道（近鐵）南大阪線的鐵路車站。車站編號為F21。
通常急行列車不停靠本站，但是當牡丹花季時，急行列車會臨時停靠本站與隔壁的二上神社口站。

## 歷史
- 1929年（昭和4年）3月29日 - 大阪鐵道的古市 - 久米寺（現在的橿原神宮前）間開通，本站啟用[1]。
- 1943年（昭和18年）2月1日 - 關西急行鐵道與大阪鐵道合併[1]。本站成為關西急行鐵道天王寺線的車站。
- 1944年（昭和19年）6月1日 - 關西急行鐵道與南海鐵道（現在的南海電氣鐵道）合併[1]。本站成為近鐵南大阪線的車站。
- 2007年（平成19年）4月1日 - 可使用PiTaPa乘車[2]。
- 2013年（平成25年）12月21日 - 全日無站務員進駐。

## 車站構造
側式月台2面2線的地面車站。月台長度可容納4節車廂編成、下行月台側設有保線軌道。站房與驗票口位於往大阪阿部野橋方向月台的尺土側，與對向月台之間有站內平交道連通。驗票口內設有洗手間。
本站由高田市站管理，為無人車站。

### 月台配置
| 月台 | 路線     | 方向 | 目的地                          |
| ---- | -------- | ---- | ------------------------------- |
| 1    | 南大阪線 | 下行 | 往 橿原神宮前、吉野、御所       |
| 2    | 南大阪線 | 上行 | 往 古市、大阪阿部野橋、河内長野 |

## 使用狀況
近年1日上下車人次調査結果如下。
- 2018年11月13日：1,324人
- 2015年11月10日：1,464人
- 2012年11月13日：1,363人
- 2010年11月9日：1,444人
- 2008年11月18日：1,485人
- 2005年11月8日：1,670人

## 上車人次
近年的1日平均上車人次如下。
| 年度               | 1日平均 上車人次 |
| ------------------ | ---------------- |
| 1995年（平成7年）  | 1,035            |
| 1996年（平成8年）  | 1,034            |
| 1997年（平成9年）  | 1,009            |
| 1998年（平成10年） | 995              |
| 1999年（平成11年） | 956              |
| 2000年（平成12年） | 924              |
| 2001年（平成13年） | 916              |
| 2002年（平成14年） | 888              |
| 2003年（平成15年） | 883              |
| 2004年（平成16年） | 858              |
| 2005年（平成17年） | 853              |
| 2006年（平成18年） | 837              |
| 2007年（平成19年） | 819              |
| 2008年（平成20年） | 804              |
| 2009年（平成21年） | 790              |
| 2010年（平成22年） | 781              |
| 2011年（平成23年） | 736              |
| 2012年（平成24年） | 741              |
| 2013年（平成25年） | 773              |
| 2014年（平成26年） | 746              |
| 2015年（平成27年） | 774              |
| 2016年（平成28年） | 768              |
| 2017年（平成29年） | 758              |
| 2018年（平成30年） | 764              |

## 車站周邊

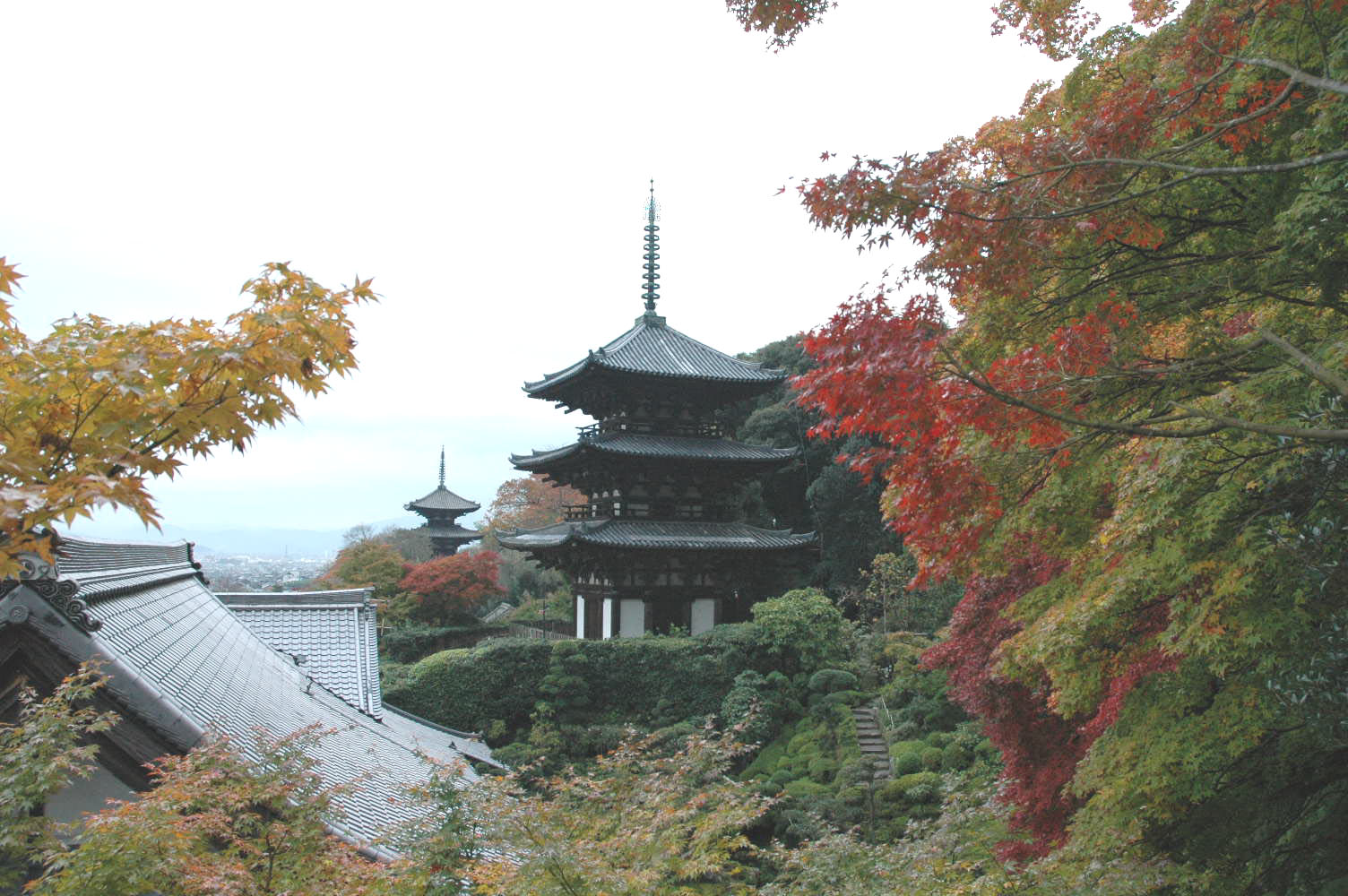
當麻寺 西塔（前）、東塔（後）

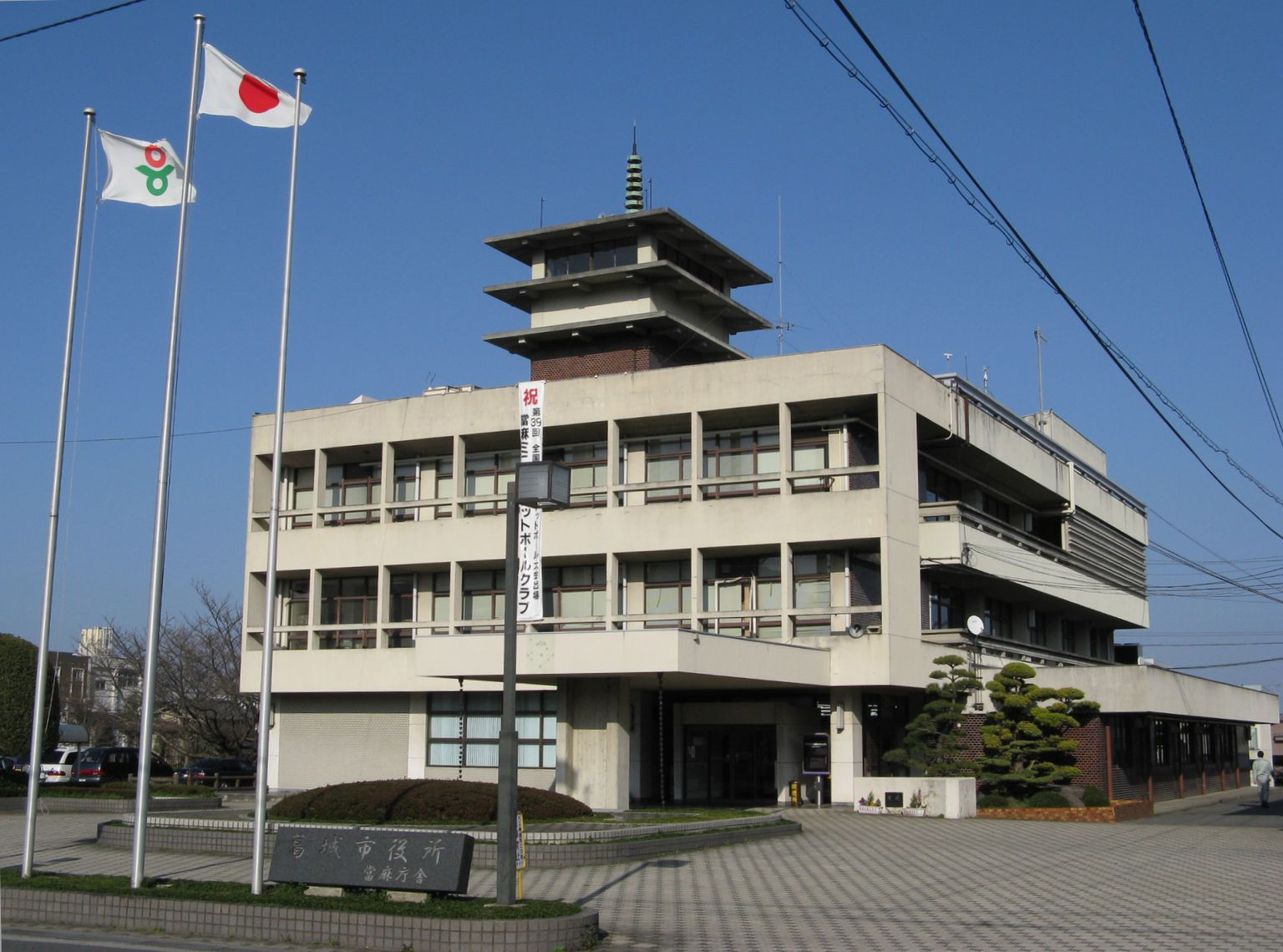
建造成寺院風格的葛城市役所當麻廳舍

- 當麻寺 - 牡丹的名所
- 葛城市役所當麻廳舍（舊當麻町役場）
- 葛城市相撲館
- 長尾神社（鎮守之森）

## 公車路線
葛城市社區巴士
- 迷你巴士A 當麻線　當麻寺站前停留所
- 迷你巴士C 兵家・中戶線　當麻寺站南停留所

## 相鄰車站
近畿日本鐵道
 南大阪線
■急行、■區間急行
通過（但牡丹花季時，急行列車會臨時停靠本站與隔壁的二上神社口站）
■準急・■普通
二上神社口 （F20） － 當麻寺 （F21） － 磐城 （F22）